# Super Adventure Team
Super Adventure Team, abbreviata S.A.T., è una serie televisiva animata statunitense del 1998, creata da Robert Cohen.
Come tecnica di animazione, ricordava molto serie come i Thunderbirds in quanto gli attori erano marionette.
La serie è stata trasmessa per la prima volta negli Stati Uniti su MTV dal 23 giugno al 27 agosto 1998, per un totale di 6 episodi ripartiti su una stagione. In Italia è stata trasmessa su MTV dal 16 gennaio 1999.

## Personaggi e doppiatori

### Personaggi principali
- Colonnello Buck Murdock, voce originale di Wally Wingert, italiana di Mario Zucca.

Un colonnello dell'esercito americano nonché il leader della Super Adventure Team. Il classico prototipo dell'uomo medio americano: militarista convinto, sicuro di sé, sessista e con un debole (molto forte!!!) per il gentil sesso. Nemmeno un'avventura con le donne-talpa gli farà cambiare idea.
Molte volte combina disastri da cui esce acclamato come un eroe per aver salvato il mondo (come in un episodio in cui distrugge la nave-madre di un alieno che stava per sparare un raggio che avrebbe eliminato per sempre la fame nel mondo). Ha una relazione clandestina con Talia Criswell.
- Dottor Benton Criswell, voce originale di Paul F. Tompkins, italiana di Antonio Paiola.

Lo scienziato del gruppo, la mente della Super Adventure Team nonostante sia parecchio incompreso dal resto del gruppo. Marito fedele di Talia Criswell, purtroppo con l'età ha avuto dei notevoli problemi di impotenza sessuale (problemi a cui tenta di rimediare creando elisir miracolosi che non sempre danno gli effetti desiderati: in un episodio gli cresce un prosperoso seno, in un altro diventa completamente sordo e cieco).
- Talia Criswell, voce originale di Karen Kilgariff, italiana di Mariagrazia Errigo.

Esperta combattente, una guerriera amazzone sempre pronta a battersi ma è anche molto dolce nei confronti di suo marito Benton, che ormai vede come un povero vecchio. Ha una relazione con Buck Murdock e adora travestirsi da altre donne che popolano le fantasie del colonnello (tra cui una suora lesbica di nome Miss Iris), sfogando così il suo istinto sessuale che con Criswell non funziona più. Nonostante venga snobbata molte volte in quanto donna, in un episodio è lei che tirerà fuori dai pasticci gli altri quattro (dopo essersi ubriacata a dovere come ripicca per averla esclusa più volte).
- Maggiore Landon West, voce originale di Daran Norris, italiana di Ivo De Palma.

Un maggiore dell'esercito americano riflessivo e dal carattere mite solo all'apparenza: in realtà ha una rabbia repressa dovuta ad un'infanzia difficile. Forse è quello che, nel gruppo, ha un po' più di cervello e che ci pensa su tre o quattro volte prima di prendere decisioni affrettate. Si può dire che è, in pratica, l'opposto di Buck Murdock, verso il quale nutre un profondo odio visto che lo ritiene un incompetente e pensa che la squadra potrebbe andare meglio sotto la sua leadership. È al corrente della relazione clandestina tra Talia e Murdock e più volte ha provato a rivelare tutto al dottor Criswell, venendo puntualmente ignorato.
- Ingegnere Capo Head, voce originale di Dana Gould, italiana di Riccardo Peroni.

È l'equivalente dell'ingegnere Brains dei Thunderbirds. Omosessuale non dichiarato (e in un episodio prova addirittura a negarlo), ha una cotta per il maggiore West, in quanto molte volte sogna di vederselo apparire nudo davanti a sé o si fa delle fantasie quando il maggiore gli dice che "se solo sospettasse che lui è una checca, lo prenderebbe sulle ginocchia e lo sculaccerebbe fino alla fine dei suoi giorni".
Ha avuto una relazione virtuale con un alieno del pianeta Orgon, che per colpa di alcune foto voleva quasi distruggere la Terra. Nell'episodio finale della serie coronerà addirittura il suo sogno di avere un bambino dal momento che rimarrà incinto dopo essere venuto a contatto con una sostanza aliena.

### Personaggi ricorrenti
- Manfred Mordant, voce originale di Timothy Marx, italiana di Maurizio Scattorin.

Un miliardario che ha fondato la S.A.T., dà le istruzioni ai quattro e li informa sulle missioni. Ha un cameriere tuttofare, Juan, che però non appare mai.
- Narratore, voce italiana di Riccardo Lombardo.
- Il Presidente, voce italiana di William Bassett.
- Alieno di Orgon, voce italiana di Claudio Moneta.

## Episodi
| nº | Titolo originale                       | Titolo italiano | Prima TV USA   | Prima TV Italia |
| -- | -------------------------------------- | --------------- | -------------- | --------------- |
| 1  | President and the Volcano              |                 | 23 luglio 1998 | 16 gennaio 1999 |
| 2  | Terrorists Meet KISS                   |                 | 30 luglio 1998 |                 |
| 3  | Going Native                           |                 | 6 agosto 1998  |                 |
| 4  | Too Cute to Kill                       |                 | 13 agosto 1998 |                 |
| 5  | Attack of the Scantily Clad Mole Women |                 | 20 agosto 1998 |                 |
| 6  | Super Atomic Abe Lincoln               |                 | 27 agosto 1998 |                 |